# Vieille halle du marché d'Helsinki
La Vieille halle du marché d'Helsinki (en finnois : Vanha kauppahalli, suédois : Gamla Saluhallen) est la plus ancienne halle d'Helsinki en Finlande. 

## Présentation
La vieille halle se situe rue Eteläranta à proximité de la place du Marché d'Helsinki. 
Le bâtiment est conçu par l'architecte Gustaf Nyström et la halle ouvre en 1889.
La halle compte au total environ 25 magasins et cafés, avec principalement des épiceries.

### Extérieur

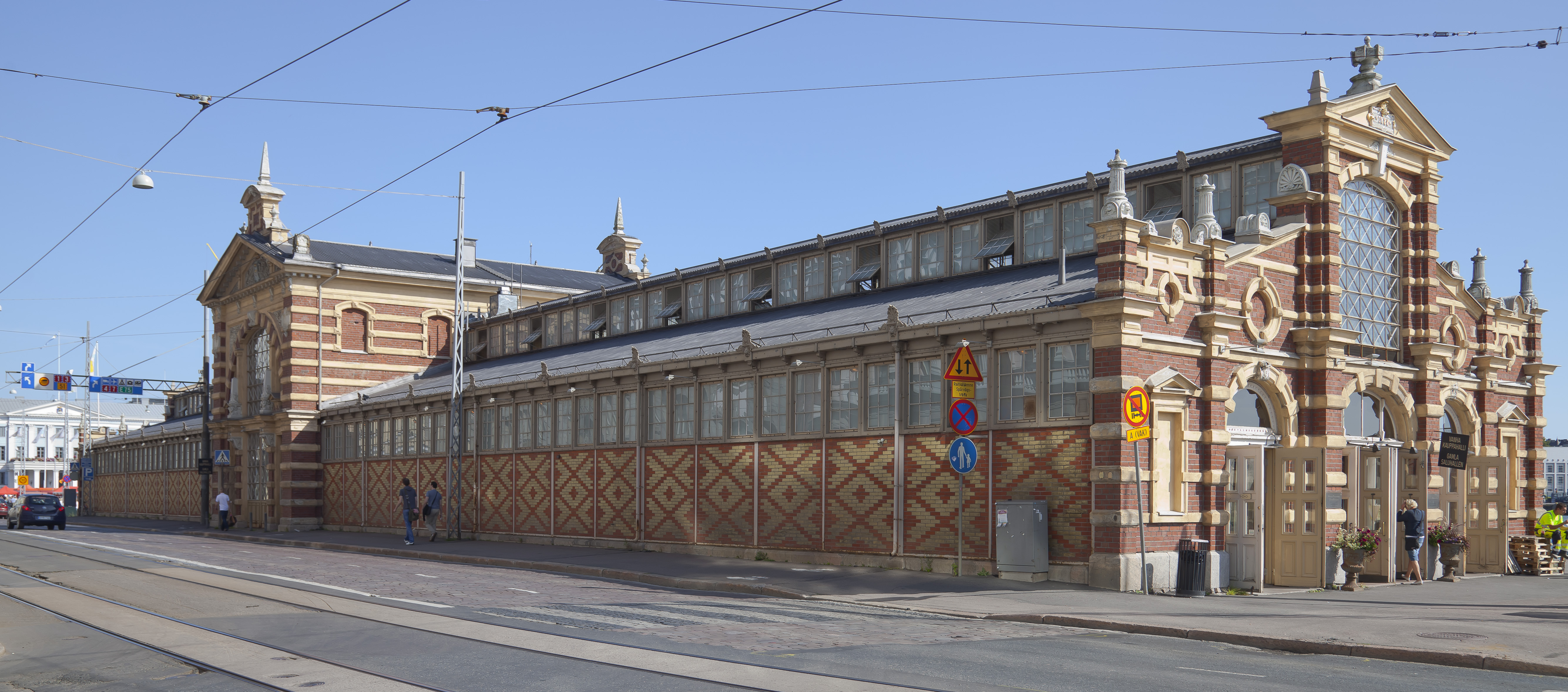
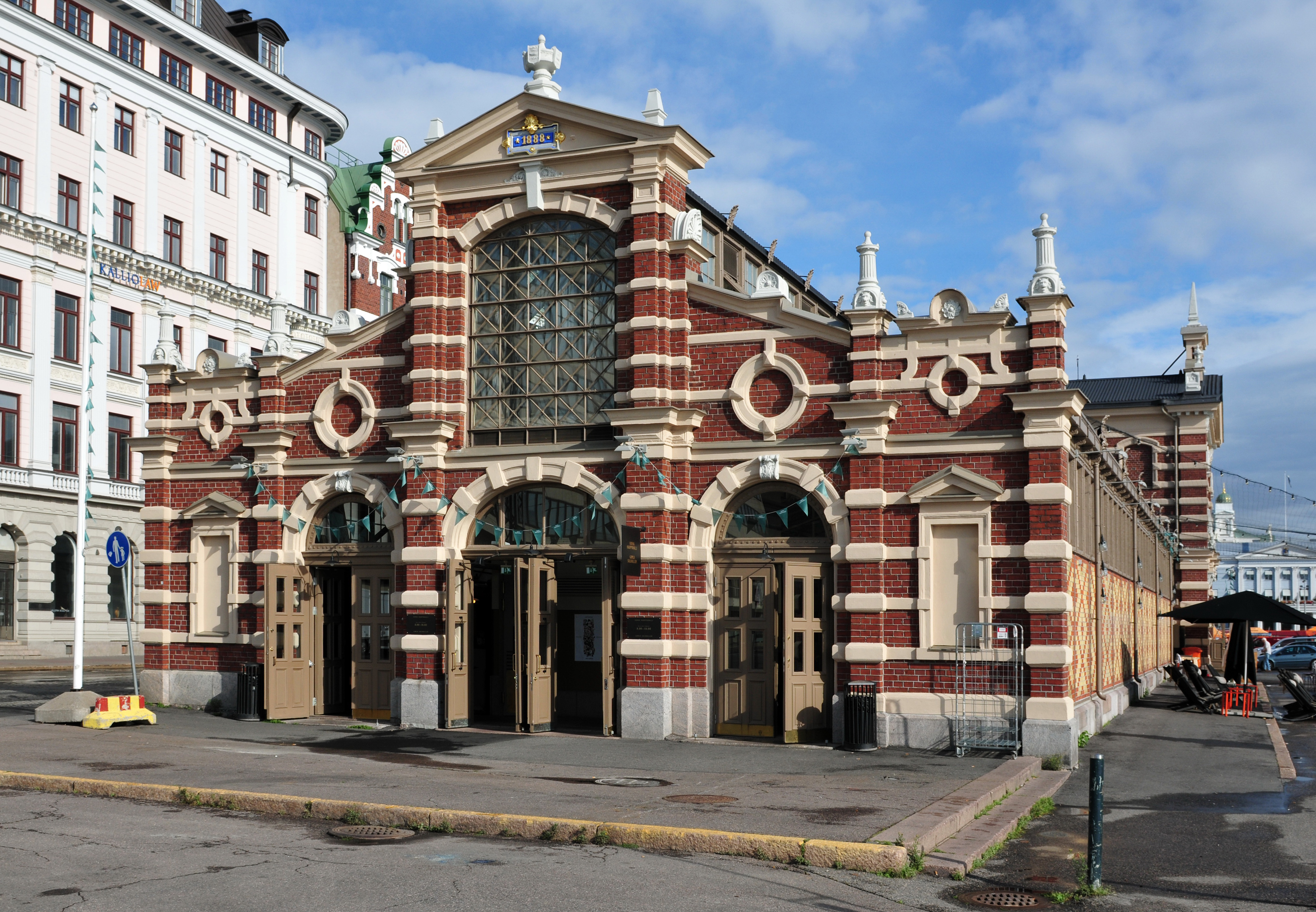
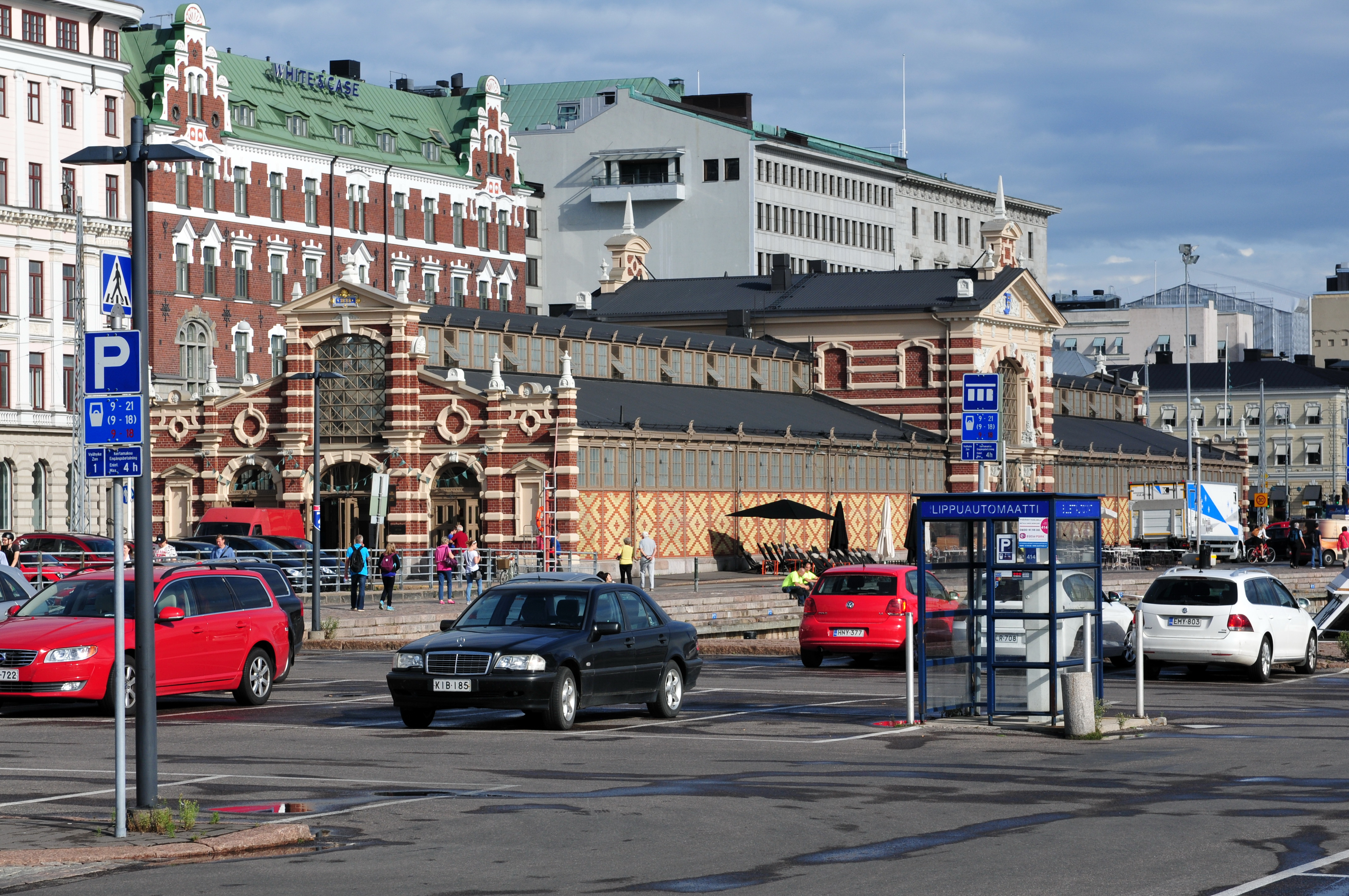
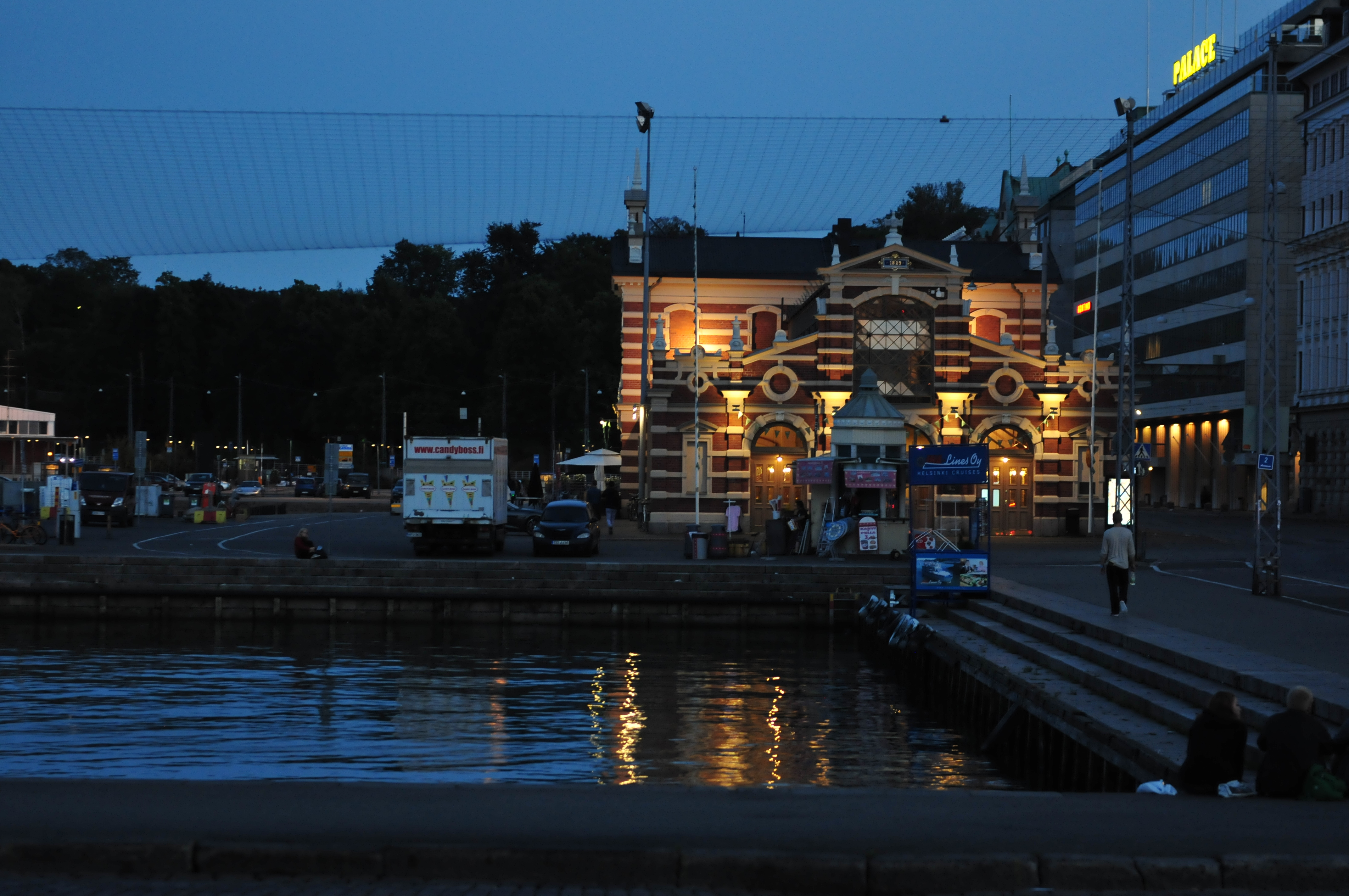

### Intérieur

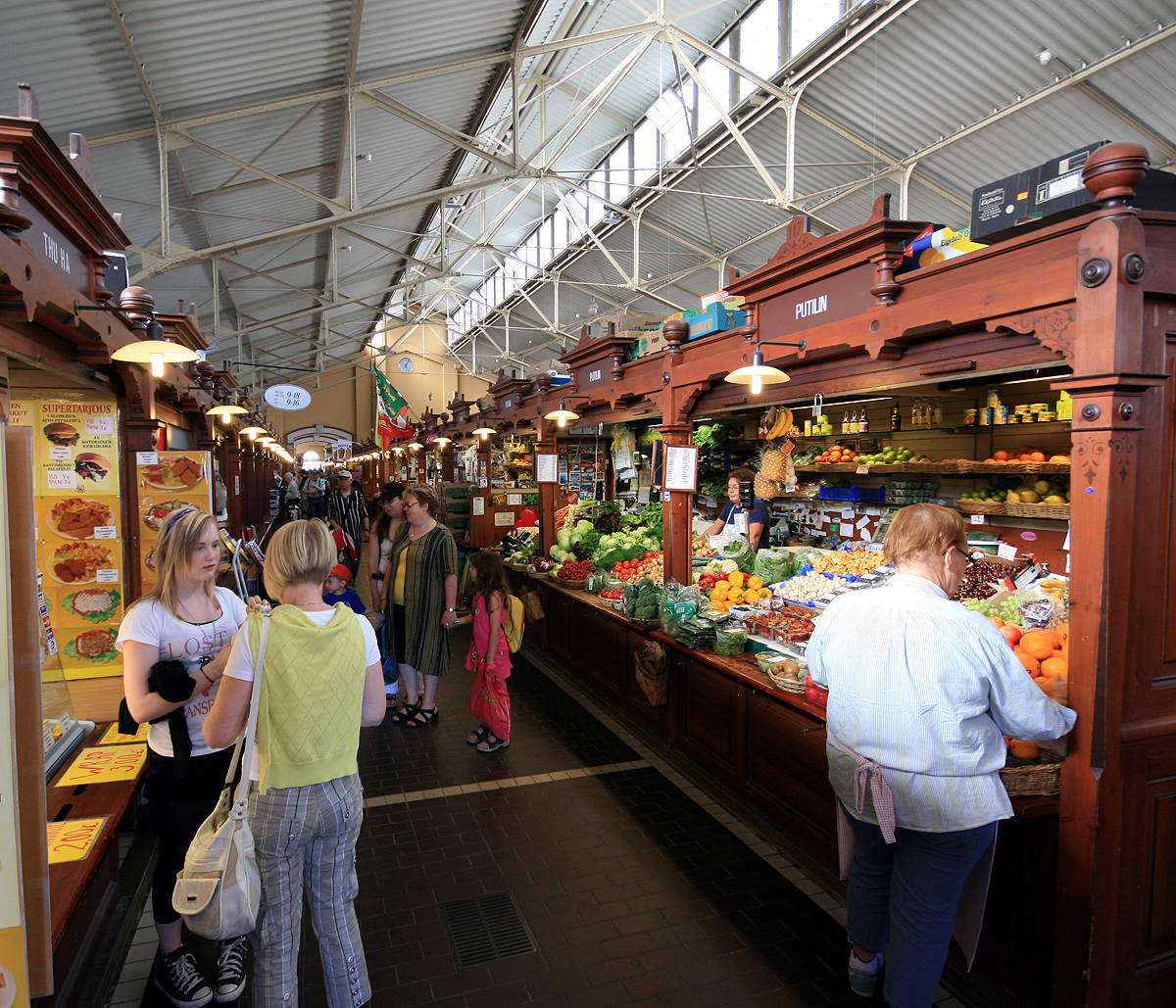
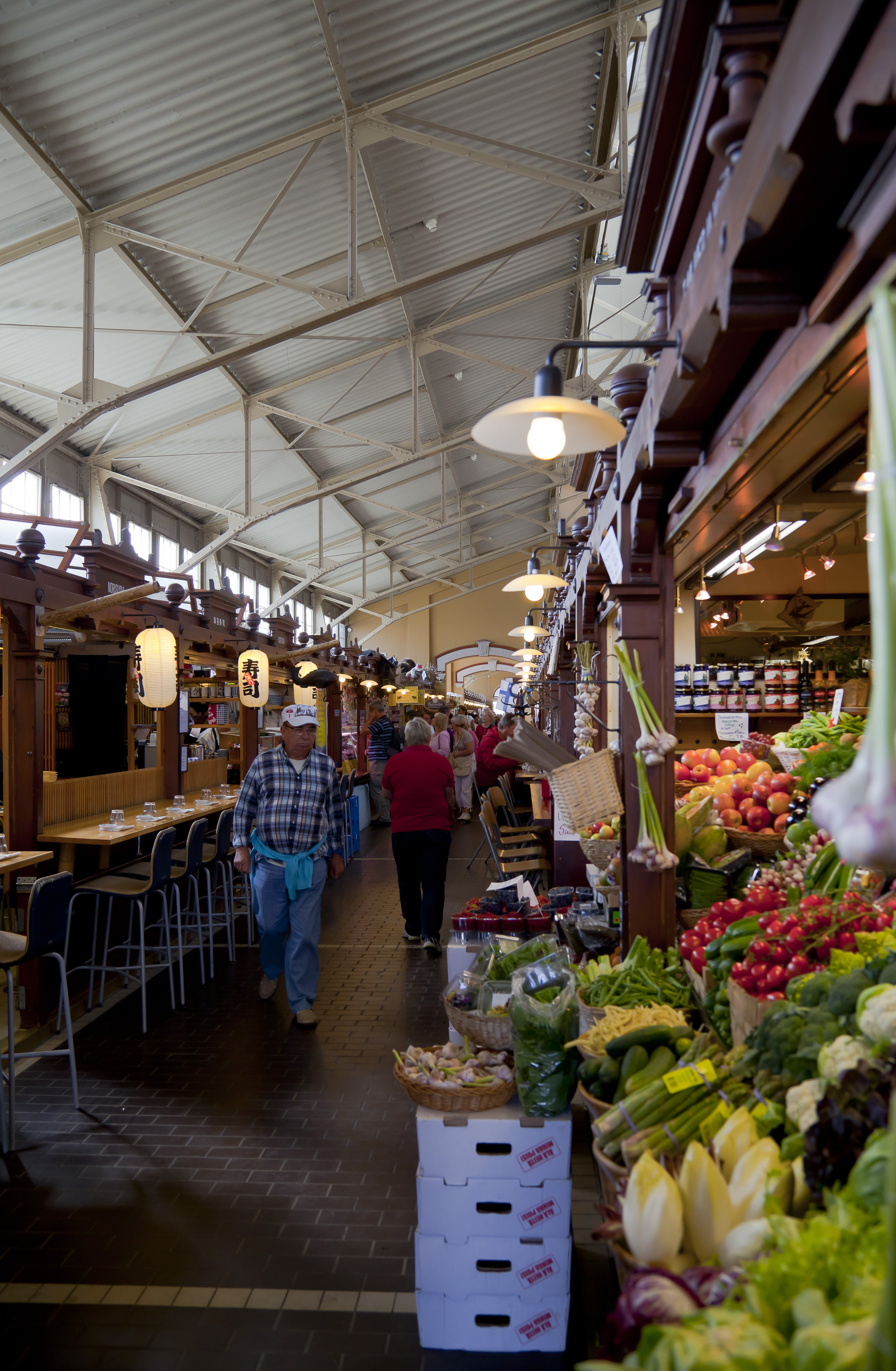
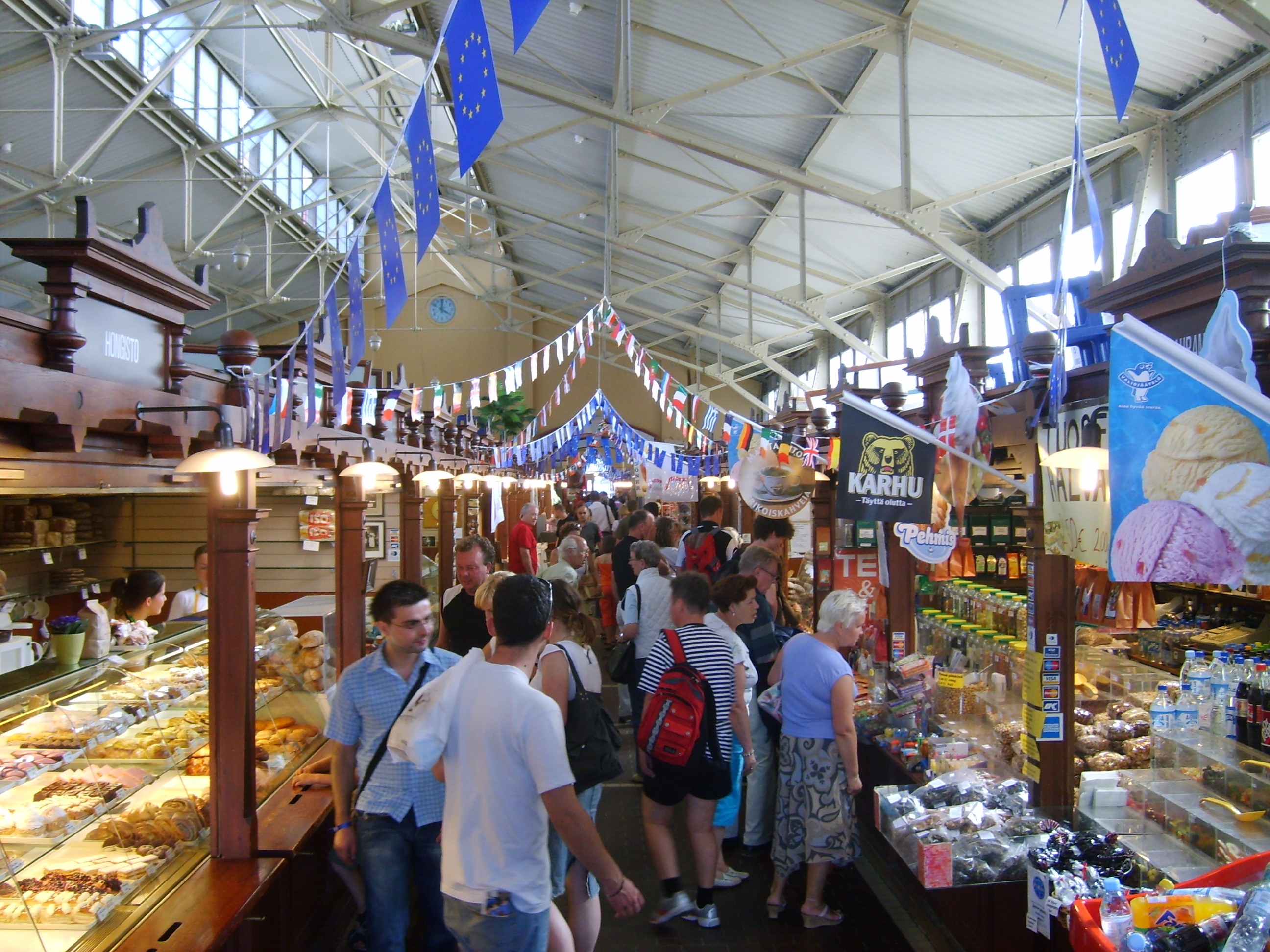
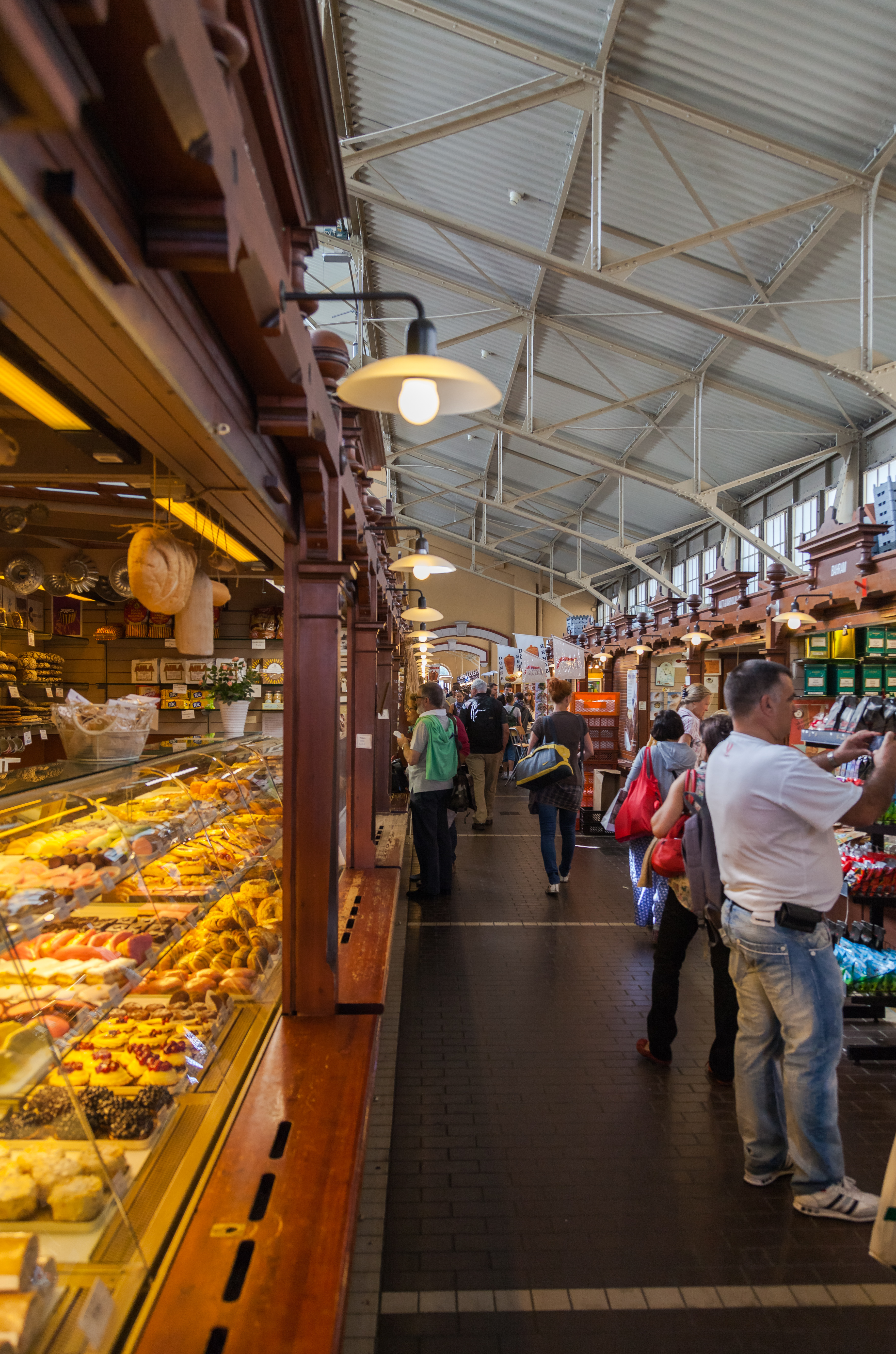